# Cryptanura orizabensis
Cryptanura orizabensis är en stekelart som först beskrevs av Cameron 1886.  Cryptanura orizabensis ingår i släktet Cryptanura och familjen brokparasitsteklar. Inga underarter finns listade i Catalogue of Life.